# Liên đoàn bơi châu Á
Liên đoàn bơi châu Á (AASF) là liên đoàn các môn thi bơi lội quốc tế tại châu Á, được liên kết với Hội đồng Olympic châu Á và FINA.
AASF được thành lập vào năm 1978 tại Bangkok; và hiện trụ sở chính đặt tại Muscat, Oman.
Tính đến tháng 8 năm 2009, chủ tịch AASF là Sheikh Khalid Mohammed Al Badr Al Sabah quốc tịch Kuwait.

## Thành viên
| Thành viên FINA châu Á (45) | Thành viên FINA châu Á (45) | Thành viên FINA châu Á (45) | Thành viên FINA châu Á (45) | Thành viên FINA châu Á (45) | Thành viên FINA châu Á (45)  |
| --------------------------- | --------------------------- | --------------------------- | --------------------------- | --------------------------- | ---------------------------- |
| Afghanistan                 | Bangladesh                  | Brunei                      | Bhutan                      | Campuchia                   | Trung Quốc                   |
| Hồng Kông                   | Ấn Độ                       | Indonesia                   | Iran                        | Iraq                        | Nhật Bản                     |
| Jordan                      | Kazakhstan                  | Kuwait                      | Kyrgyzstan                  | Lào                         | Liban                        |
| Ma Cao                      | Malaysia                    | Maldives                    | Mông Cổ                     | Myanmar                     | Nepal                        |
| CHDCND Triều Tiên           | Oman                        | Pakistan                    | Palestine                   | Philippines                 | Qatar                        |
| Ả Rập Xê Út                 | Singapore                   | Hàn Quốc                    | Sri Lanka                   | Syria                       | Đài Bắc Trung Hoa (Đài Loan) |
| Tajikistan                  | Thái Lan                    | Turkmenistan                | UAE                         | Uzbekistan                  | Việt Nam                     |
| Yemen                       | Bahrain                     | Đông Timor                  |                             |                             |                              |

## Nội dung thi
- Bơi lội: Asian Swimming Championships
- Bơi nghệ thuật: Asian Age Group Championships
- Nhảy cầu: Asian Diving Cup
- Bóng nước: Asian Water Polo Championship, Asian Water Polo Cup, Asian Water Polo Clubs Championships, Asian Junior Water Polo Championship
- Bơi ngoài trời: Asian Open Water Championships
- Asian Schools Championships

## Liên kết
- Trang chủ AASF